# Back in the U.S. tour
Back in the U.S. tour bylo severoamerické turné Paula McCartneyho, které probíhalo na podzim roku 2002. V tomto roce šlo již o druhé McCartneyho turné po Severní Americe. To první pod názvem Driving USA Tour probíhalo na jaře.

## Kapela
- Paul McCartney – zpěv, baskytara, kytara, klavír, ukulele
- Rusty Anderson – kytara, doprovodný zpěv
- Brian Ray – kytara, baskytara, doprovodný zpěv
- Paul "Wix" Wickens – klávesy, akordeon, kytara, doprovodný zpěv
- Abe Laboriel Jr. – bicí, perkuse, doprovodný zpěv

## Termíny
| Datum          | Město                     | Země | Místo konání           |
| -------------- | ------------------------- | ---- | ---------------------- |
| 21. září 2002  | Milwaukee, Wisconsin      | USA  | Bradley Center         |
| 23. září 2002  | Saint Paul, Minnesota     | USA  | Xcel Energy Center     |
| 24. září 2002  | Chicago, Illinois         | USA  | United Center          |
| 27. září 2002  | Hartford, Connecticut     | USA  | Hartford Civic Center  |
| 28. září 2002  | Atlantic City, New Jersey | USA  | Boardwalk Hall         |
| 30. září 2002  | Boston, Massachusetts     | USA  | Fleet Center           |
| 1. říjen 2002  | Boston, Massachusetts     | USA  | Fleet Center           |
| 4. říjen 2002  | Cleveland, Ohio           | USA  | Gund Arena             |
| 5. říjen 2002  | Indianapolis, Indiana     | USA  | Conseco Fieldhouse     |
| 7. říjen 2002  | Raleigh, Severní Karolína | USA  | RBC Center             |
| 9. říjen 2002  | St. Louis, Missouri       | USA  | Savvis Center          |
| 10. říjen 2002 | Columbus, Ohio            | USA  | Schottenstein Center   |
| 12. říjen 2002 | New Orleans, Louisiana    | USA  | New Orleans Arena      |
| 13. říjen 2002 | Houston, Texas            | USA  | Compaq Center          |
| 15. říjen 2002 | Oklahoma City, Oklahoma   | USA  | Ford Center            |
| 18. říjen 2002 | Portland, Oregon          | USA  | Rose Garden            |
| 19. říjen 2002 | Tacoma, Washington        | USA  | Tacoma Dome            |
| 21. říjen 2002 | Sacramento, Kalifornie    | USA  | ARCO Arena             |
| 22. říjen 2002 | San Jose, Kalifornie      | USA  | Compaq Arena           |
| 25. říjen 2002 | Anaheim, Kalifornie       | USA  | Arrowhead Pond         |
| 26. říjen 2002 | Paradise, Nevada          | USA  | MGM Grand Garden Arena |
| 28. říjen 2002 | Los Angeles, Kalifornie   | USA  | Staples Center         |
| 29. říjen 2002 | Phoenix, Arizona          | USA  | America West Arena     |

## Repertoár
1. Hello, Goodbye
2. Jet
3. All My Loving
4. Getting Better
5. Coming Up
6. Let Me Roll It
7. Lonely Road
8. Driving Rain
9. Your Loving Flame
10. Blackbird
11. Every Night
12. We Can Work It Out
13. You Never Give Me Your Money/Carry That Weight
14. The Fool on the Hill
15. Here Today
16. Something
17. Eleanor Rigby
18. Here, There and Everywhere
19. Midnight Special (pouze v Houstonu)
20. Band on the Run
21. Back in the U.S.S.R.
22. Maybe I'm Amazed
23. C Moon
24. My Love
25. She's Leaving Home
26. Can't Buy Me Love
27. Freedom
28. Live And Let Die
29. Let It Be
30. Hey Jude
31. The Long and Winding Road
32. Lady Madonna
33. I Saw Her Standing There
34. Yesterday
35. Sgt. Pepper's Lonely Hearts Club Band/The End (píseň, The Beatles)